# Eco TV
Eco TV (más conocido como ECO) es un canal de televisión por suscripción panameño de programación noticiosa posee espacios de opinión, posee programas variados de índole cultural como música, tecnología, política, relatos, investigaciones, economía, espectáculos y demás.

## Historia
Eco TV empezó a transmitir en 2007 en el canal 65 de Cable Onda. Transmitía parcialmente dentro del espacio de transmisión de Telemetro y RPC, aunque actualmente transmite las 24 horas del día.

## Señal en alta definición
En marzo de 2016, Eco TV lanzó su propia señal en HD y se convirtió en el primer canal de noticias panameño en emitir en alta definición.